# Weingut J. Heinrich
Das Weingut J. Heinrich in Deutschkreutz ist ein österreichisches Weingut im Weinbaugebiet Mittelburgenland.
Das Weingut wurde 1767 im Urbarium von Maria Theresia erstmals urkundlich erwähnt. Geleitet wird das Weingut von Silvia Heinrich, gemeinsam mit ihrem Vater Johann. Die Rebfläche beträgt 38 Hektar (Stand 2011), die ausschließlich mit roten Rebsorten, davon 80 Prozent Blaufränkisch, bestockt sind. Weiters werden Zweigelt, Cabernet Sauvignon, Merlot, Pinot Noir und Syrah angebaut. Die bekanntesten Weine sind die Cuvées terra o. und elegy, sowie die Blaufränkischen Cupido und Alte Reben; letzterer stammt von der bekannten Lage Goldberg. Die Blaufränkischreben am Goldberg sind bereits seit 1947 im Ertrag. Der Blaufränkische wird in fünf verschiedenen Ausbaustufen erzeugt. Es wird mit naturnahem Anbau, händischer Lese und Spontangärung gearbeitet. Das Weingut hat zahlreiche nationale und internationale Auszeichnungen erhalten.